# Chủ tịch Hội đồng Bộ trưởng Cuba
Chủ tịch Hội đồng Bộ trưởng Cuba (tiếng Tây Ban Nha: Presidente del Consejo Ministros de la República de Cuba) là người đứng đầu Hội đồng Bộ trưởng Cuba, cơ quan hành pháp tối cao của Cộng hòa Cuba. Chức vụ được thành lập tháng 12/1976 để thay thế chức vụ Thủ tướng Cuba theo Hiến pháp năm 1976.
Chủ tịch Hội đồng Bộ trưởng do Quốc hội của Chính quyền Nhân dân bầu theo sự giới thiệu chung của Chủ tịch Hội đồng Nhà nước, hiện tại theo hiến định Chủ tịch Hội đồng Bộ trưởng không có nhiệm kỳ tại nhiệm.
Chủ tịch Hội đồng Nhà nước thường kiêm nhiệm Chủ tịch Hội đồng Bộ trưởng, chức vụ hiện tại do Raul Castro nắm giữ.

## Chức năng và quyền hạn
Theo luật tổ chức và thi hành Hội đồng Bộ trưởng (tiếng Tây Ban Nha: De organización y funcionamiento del Consejo de Ministros) Chủ tịch Hội đồng Bộ trưởng là người đứng đầu lãnh đạo, chỉ đạo và chịu trách nhiệm về hoạt động của Hội đồng Bộ trưởng, đại diện cho Hội đồng Bộ trưởng trong tất cả các mặt quan hệ ngoại giao, chính trị, an ninh và quốc phòng.
Chủ tịch Hội đồng Bộ trưởng có chức năng và quyền hạn: 
- Đề nghị Quốc hội hoặc Hội đồng Nhà nước bổ nhiệm, bãi nhiệm thành viên trong Hội đồng Bộ trưởng.
- Đề nghị Hội đồng Nhà nước bổ nhiệm, bãi nhiệm hoặc triệu hồi đại sứ tại các Quốc gia và vùng lãnh thổ.
- Đề nghị Quốc hội hoặc Hội đồng Nhà nước thành lập, sáp nhập hoặc bãi bỏ các Bộ, cơ quan ngang Bộ, cơ quan thuộc diện quản lý của Hội đồng Bộ trưởng.
- Triệu tập và chủ tọa của phiên họp Hội đồng Bộ trưởng.
- Hướng dẫn và chỉ đạo thực hiện các nghị quyết, nghị định của Quốc hội và Hội đồng Nhà nước, Hội đồng Bộ trưởng ở các cấp.
- Đình chỉ thực hiện hoặc bãi bỏ các nghị quyết, quyết định của Bộ trưởng, cơ quan ngang bộ và Hội đồng Hành chính tỉnh trái với Hiến pháp và luật định, hoặc quyết định của cơ quan Nhà nước cấp trên.
- Thành lập các cơ quan thường trực hoặc tạm thời để giúp Chủ tịch trong các lĩnh vực, ngành.
- Đình chỉ việc thực hiện các quyết định của Hội đồng Lập pháp tỉnh trái với Hiến pháp và luật định, hoặc quyết định của cơ quan Nhà nước cấp trên và đề nghị Quốc hội bãi bỏ.
- Bổ nhiệm chức vụ Thứ trưởng, ngưới đứng đầu các cơ quan tương đương viện thuộc Hội đồng Bộ trưởng.
- Ban hành các quyết định, chỉ thị, thông tư.
- Bổ nhiệm Chủ tịch, Phó Chủ tịch Hội đồng Hành chính Tỉnh.
- Thực hiện chế độ báo cáo trước Quốc hội và Hội đồng Nhà nước theo định kỳ.
- Thực hiện các nhiệm vụ khác dựa vào Hiến pháp hoặc luật.

Khi Chủ tịch Hội đồng Bộ trưởng vắng mặt, Phó Chủ tịch thứ nhất là quyền Chủ tịch Hội đồng Bộ trưởng.

## Danh sách Chủ tịch
| Thứ                                            | Hình                              | Tên (Sinh–Mất)       | Đảng               | Nhiệm kỳ                                                                    |
| ---------------------------------------------- | --------------------------------- | -------------------- | ------------------ | --------------------------------------------------------------------------- |
| Chủ tịch Hội đồng Bộ trưởng nước Cộng hòa Cuba |                                   |                      |                    |                                                                             |
| 1                                              |                                   | Fidel Castro (1926–) | Đảng Cộng sản Cuba | 3 tháng 12 năm 1976 – 24 tháng 2 năm 2008                                   |
|                                                |                                   | Raúl Castro (1931–)  | Đảng Cộng sản Cuba | 31 tháng 7 năm 2006 – 24 tháng 2 năm 2008 Quyền Chủ tịch Hội đồng Bộ trưởng |
| 2                                              | 24 tháng 2 năm 2008 – Đương nhiệm | Raúl Castro (1931–)  | Đảng Cộng sản Cuba |                                                                             |